# Asociación Camerunesa de Hispanistas

La Asociación Camerunesa de Hispanistas (en francés: Camerounaise Association des savants espagnols), (en inglés: Cameroonian Association of Spanish scholars),  es una asociación cultural dedicada a la lengua y la cultura en español presente en Camerún. Fue en 1994 y en el 2006, en Buea, la Asociación Pedagógica de Profesores del Suroeste de Camerún. En 1951 se introduce el español en el currículum escolar camerunés en el Lycée Leclerc de Yaundé. Desde 1977, la Escuela Normal Superior de la Universidad de Yaundé I empezó a formar profesores de español y crea el Departamento de Estudios Ibéricos. La Universidad de Duala y la Universidad de Dschang también imparten la cátedra de español.